# Idiops madrasensis
Espèce
Synonymes
- Acanthodon madrasensis Tikader, 1977

Idiops madrasensis est une espèce d'araignées mygalomorphes de la famille des Idiopidae.

## Distribution
Cette espèce est endémique du Tamil Nadu en Inde.

## Étymologie
Son nom d'espèce, composé de madras et du suffixe latin -ensis, « qui vit dans, qui habite », lui a été donné en référence au lieu de sa découverte, Madras.

## Publication originale
- Tikader, 1977 : Studies on some mygalomorph spiders of the families Ctenizidae and Theraphosidae from India. The Journal of the Bombay Natural History Society, vol. 74, p. 306-319.